# 姚安妃
端僖安妃，亦稱為姚安妃（？—1491年），有傳閨名為妙莊，浙江嘉興府秀水縣人。姚敬之女，錦衣衛百戶姚福員之妹（一說為姚福員之堂妹），明朝明憲宗朱見深之妃，生壽定王朱祐榰。

## 生平
姚氏的出生及入宮時間均待考。成化十七年十一月十二日（1481年12月2日），姚氏生明憲宗第九子壽定王朱祐榰。成化二十三年七月二十七日（1487年8月15日），以英國公張懋為正使，吏部尚書萬安為副使，持節冊封宸妃邵氏為貴妃，張氏（益端王朱祐槟、衡恭王朱祐楎與汝安王朱祐梈生母）為德妃，郭氏（永康公主生母）為惠妃，章氏（德清公主生母）為麗妃，姚氏為安妃，王氏（早夭皇子生母）為敬妃，唐氏為榮妃，楊氏（涇簡王朱祐橓、申懿王朱祐楷生母）為恭妃，潘氏（榮莊王朱祐樞生母）為端妃，岳氏（仙游公主生母）為靜妃。弘治四年五月十七日（1491年6月23日），姚安妃薨逝，明孝宗朱祐樘輟朝三日，命祭葬諸禮儀按照昭妃王氏之例辦理。姚安妃的謚號為「端僖」，稱為端僖安妃，但亦曾被誤記為「端懿安妃」。《太常續考》稱姚安妃與其他十二位妃俱葬金山口，合葬於同一墓。1963年，考古發掘鑲紅旗營妃嬪墓，七位明憲宗妃均是獨立墓葬，業已被盜，棺槨破碎，屍骨失散。僅知其中有王順妃三人，其餘身份不詳:431。未知，姚安妃是否在其中。
除此之外，《新修嘉興縣志》稱姚安妃是浙江嘉興人，家境貧寒，所以她會親自紡線織布並做小買賣。她走路時一定走道路中間，眼睛從不亂看別處，人們都覺得她很奇特。一天早晨洗漱時，姚氏看到洗臉盆水中有日月雲霞的景象，還有五彩扇形光芒夾雜兩旁。她把此事告知父母，父母甚為驚奇。明憲宗不久之後派遣宦官到江南選拔淑女時，姚氏中選入宮（《嘉興縣志》明崇禎十年刻本對此有更詳細的記載，稱里人因姚氏「幽閒多令德，且居恆有怪徵」而向中貴人推薦她入宮。姚氏的父母、兄弟想到入宮後再無相見之期，聚集家族痛哭。姚氏安慰說：「是行安知不大吾門，何用涕泗為？」然後，準備行裝，登船前往北京）。姚氏的頭髮原本很短，不足一尺，怎料途經平望時，頭髮竟在一夜之間生長到八尺，垂落至地。入宮侍奉憲宗數年之後，姚氏生下壽王朱祐楒。當時，姚氏的父母都已經去世，但兄長姚福圓仍在生，正穿着草鞋在市集中賣青梅果為生。朝廷命習禮博士教授他拜跪的禮儀，並即日給予他錦衣衛指揮同知的職位。因此，民間有歌謠流傳曰：『誰氏子，賣青梅，朝藍縷，夕錦衣。』姚福圓之子姚錦，獲蔭錦衣衛正千戶，其子姚承勲之後承襲父職，官職與父親相同。以上說法的真實性及可靠性尚待考證。

## 家族
根據《明實錄》的記載，成化十八年九月三十日（1482年11月10日），太監李榮傳奉聖旨，授「浙江秀水縣民姚福員」為錦衣衛千戶。成化十九年三月二十二日（1483年4月28日），姚安妃的兄長錦衣衛千戶姚福員上奏請求給予他霸州和武清縣的空閒田地，事件交由戶部派官調查之後，發現這些田地均已撥賜給公主及軍民用於屯田徵糧，戶部因而回奏說姚福員妄自請求，李玉等霸州民人妄自呈報，皆應追究罪責，明憲宗下旨法司依法懲處李玉等人，但赦免姚福員，不予追究。同年七月二十七日（1483年8月29日），明憲宗再次赦免姚福員之罪。先前，姚福員請求給予他青州二縣的土地，憲宗表示姚福員上次妄自奏請土地，已被寬赦，不明白他為何再次擾亂，命戶部詳查回報。戶部上奏說姚福員妄自請求，州民妄自獻地，不應再次寬赦。因此，憲宗降旨表示前代外戚若然能夠遵法守禮，上可輔助清明政治，下可保全家族，亦可載入史冊，傳為美名；姚福員以皇親身份獲官，享受俸祿，猶不知足，多次奏請擾亂，欲奪取百姓財產，今暫且再次赦免他，而投獻土地者則按例貶謫充軍。成化二十年二月初六日，憲宗賜予姚福員一百四十頃青縣的土地（原為惠安伯張琮佔據的貧瘠土地，百姓無法耕種）。成化二十三年十月二十二日（1487年11月7日），剛登基的明孝宗朱祐樘降低部分皇親、女戶等的職位，姚福員由錦衣衛正千戶降為百戶。